# Albanische Fußballnationalmannschaft

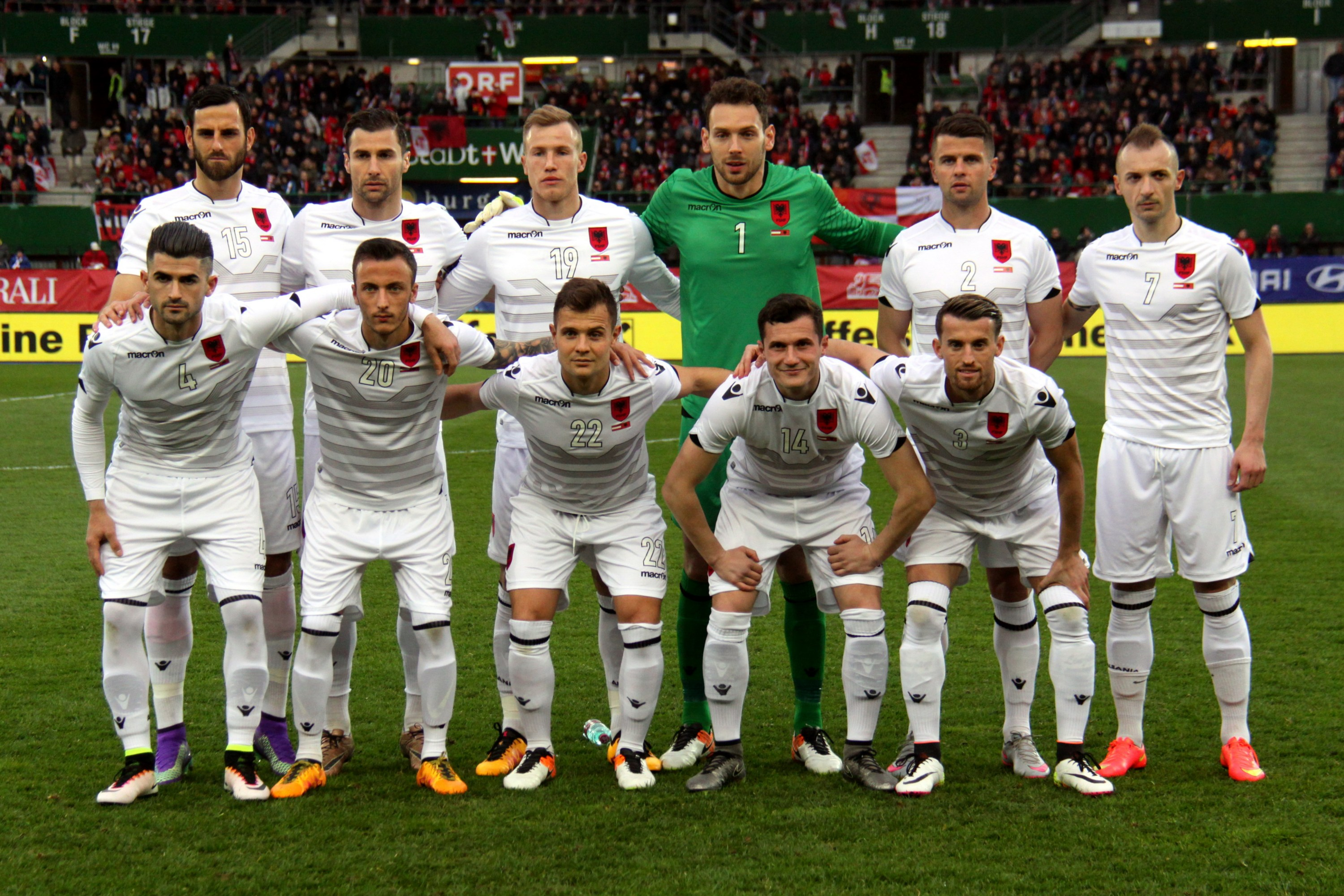
Die albanische Fußballnationalmannschaft am 27. März 2016 beim Länderspiel gegen Österreich in Wien

Die albanische Fußballnationalmannschaft (albanisch Kombëtarja e futbollit të Shqipërisë) ist die Auswahlmannschaft der Federata Shqiptare e Futbollit, des Fußballverbandes von Albanien. Sie ist seit 1930 international aktiv. In der Qualifikation zur EM 2016 qualifizierte sich Albanien erstmals für eine Europameisterschaft. Die Mannschaft konnte sich bisher für keine Endrunde einer Weltmeisterschaft qualifizieren. Im Jahr 1946 feierte Albanien beim Balkan-Cup seinen einzigen Titelgewinn.
Die Mannschaft belegt in der offiziellen FIFA-Weltrangliste aktuell den 65. Platz (Dezember 2024). Im August 2015 erreichte Albanien mit Platz 22 seine bisher beste Platzierung, wozu der 2:1-Sieg im EM-Qualifikationsspiel gegen Armenien, der darauffolgende 1:0-Erfolg in einem Freundschaftsspiel gegen Frankreich und die Wertung des abgebrochenen Spiels gegen Serbien beigetragen hatten.

## Turnierteilnahmen

### Weltmeisterschaft
Die Qualifikation zur Weltmeisterschaft 1966 war die erste Qualifikationsrunde, an der Albanien teilnahm. Die Mannschaft scheiterte aber an der Schweiz, Nordirland und den Niederlanden. Der einzige Punkt in der Gruppe war ein 1:1-Unentschieden zu Hause gegen Nordirland.
1970 wurde Albaniens Teilnahme von der FIFA nicht akzeptiert. Seit 1974 nahm Albanien abgesehen vom 1978er-Turnier an allen WM-Qualifikationen teil.
Auch die Qualifikation zur WM 1974 verlief für Albanien nicht erfolgreicher; der einzige Erfolg war ein 1:0-Heimsieg über Finnland. Ein Achtungserfolg gelang Albanien erst wieder im Dezember 1984, als man den späteren WM-Teilnehmer Belgien in der WM-Qualifikation mit 2:0 bezwang. Außerdem gelang ein 1:1-Unentschieden zu Hause gegen Polen.
Erstmals in der Tabelle behaupten konnte sich Albanien in der Qualifikation zur WM 2006, als man mit 13 Punkten in 12 Spielen Platz 5 von 7 Teams erreichte. Im Falle von Punktgewinnen gegen Dänemark und die Türkei hätten ca. 20 Punkte gereicht, um den Relegationsplatz 2 in der Gruppe zu erreichen. Einen wertvollen Sieg erzielten die Albaner zu Beginn der Qualifikation am 4. September 2004 mit dem 2:1 gegen den damaligen Europameister Griechenland: Die albanische Nationalelf war schon nach zehn Minuten mit 2:0 in Führung gegangen.
In der Qualifikation zur WM 2014 in einer Gruppe mit Island, Norwegen, der Schweiz, Slowenien und Zypern war Albanien gut gestartet und lag zwischendurch auf dem zweiten Tabellenplatz, holte aber in den letzten vier Spielen nur noch einen Punkt. Auch in der Qualifikation zur WM 2018 in einer sehr schwierigen Gruppe mit Spanien, Italien, Israel, Mazedonien und Liechtenstein gelang der Start: Nach zwei Runden war Albanien Gruppenerster. Das erste Spiel gegen Mazedonien in Shkodra Anfang September 2016 musste wegen heftigem Regen abgebrochen werden. Die verbliebenen 14 Minuten wurden am nächsten Tag nachgeholt, und den Albanern gelang noch der Siegestreffer.
| Jahr                    | Gastgeber          | Ergebnis                           | Siege | Unent. | Nied. | Tore  |
| ----------------------- | ------------------ | ---------------------------------- | ----- | ------ | ----- | ----- |
| 1966                    | England            | Qualifikationsrunde                | 0     | 1      | 5     | 02:12 |
| 1970                    | Mexiko             | Anmeldung durch die FIFA abgelehnt |       |        |       |       |
| 1974                    | Deutschland        | Qualifikationsrunde                | 1     | 0      | 5     | 03:13 |
| 1982                    | Spanien            | Qualifikationsrunde                | 1     | 0      | 7     | 04:22 |
| 1986                    | Mexiko             | Qualifikationsrunde                | 1     | 2      | 3     | 6:9   |
| 1990                    | Italien            | Qualifikationsrunde                | 0     | 0      | 6     | 03:15 |
| 1994                    | USA                | Qualifikationsrunde                | 1     | 2      | 9     | 06:26 |
| 1998                    | Frankreich         | Qualifikationsrunde                | 1     | 1      | 8     | 07:20 |
| 2002                    | Japan und Südkorea | Qualifikationsrunde                | 1     | 0      | 7     | 05:14 |
| 2006                    | Deutschland        | Qualifikationsrunde                | 4     | 1      | 7     | 11:20 |
| 2010                    | Südafrika          | Qualifikationsrunde                | 1     | 4      | 5     | 06:13 |
| 2014                    | Brasilien          | Qualifikationsrunde                | 3     | 2      | 5     | 09:11 |
| 2018                    | Russland           | Qualifikationsrunde                | 4     | 1      | 5     | 10:13 |
| 2022                    | Katar              | Qualifikationsrunde                | 6     | 0      | 4     | 12:12 |
| Stand: 16. Oktober 2021 |                    |                                    |       |        |       |       |

### Europameisterschaft

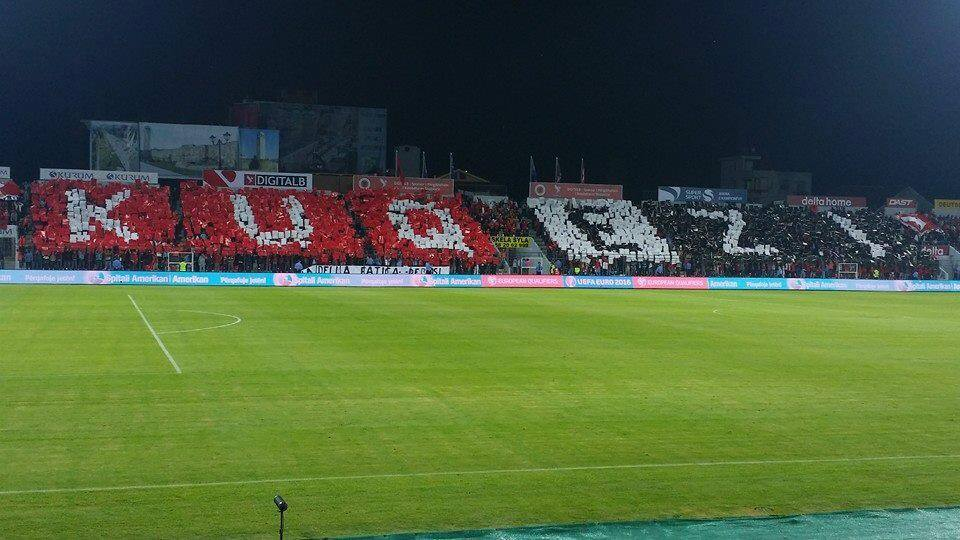
Kuq e zi – die Anhänger der Schwarz-Roten

Die erste Teilnahme an einem großen Turnier war die Qualifikation zur Europameisterschaft 1964. Albanien wurde in der Vorrunde der Qualifikation das Weiterkommen zugesprochen, da Griechenland sich weigerte, das Spiel zu bestreiten. Im folgenden Achtelfinale scheiterte Albanien mit 1:0 und 0:4 an Dänemark.
In der Qualifikationsrunde zur Europameisterschaft 1968 traf Albanien auf Jugoslawien und Deutschland, wobei die ersten drei Spiele alle deutlich verloren wurden und nur im letzten Spiel ein Punktgewinn gelang. Das 0:0 in Tirana im Dezember 1967, aus deutscher Sicht die Schmach von Tirana, verhinderte im Endeffekt die Qualifikation Deutschlands für die EM 1968, da Jugoslawien im benachbarten Balkanland besser zurechtgekommen war und gewonnen hatte.
In der Qualifikation zur EM 1972 spielte man gegen Deutschland, Polen und die Türkei, wobei beim 1:1 gegen Polen und beim 3:0 über die Türkei immerhin zwei Mal Punktgewinne gelangen. Trotzdem landete Albanien auf dem letzten Gruppenplatz.
In der Qualifikation für die EM 2016 gelang erstmals die Qualifikation für ein Endrundenturnier. Albanien traf auf Portugal, Dänemark, Serbien und Armenien. Zudem wurde EM-Gastgeber Frankreich der Gruppe zugeordnet, trat aber nur zu Freundschaftsspielen gegen die Gruppengegner an. Das Spiel gegen Serbien am 14. Oktober 2014 in Belgrad machte weltweit Schlagzeilen, da es abgebrochen werden musste, nachdem eine Drohne mit großalbanischer Flagge über dem Spielfeld aufgetaucht war (albanische Fans waren beim Spiel nicht zugelassen). In der Folge stritten sich albanische und serbische Spieler um die Fahne, Fans stürmten das Spielfeld und schlugen auf albanische Spieler ein, die dann im Hagel von aufs Spielfeld geworfenen Gegenständen in die Kabine flüchteten und sich weigerten, das Spiel wieder aufzunehmen. Aus diesem Grund entschied die UEFA, Serbien einen Forfait-Sieg zuzurechnen, wobei Serbien drei Punkte abgezogen und beiden Verbänden Bußen auferlegt wurden. Am 10. Juli 2015 wurde das Urteil der UEFA vom internationalen Sportgerichtshof CAS revidiert und Albanien der Forfait-Sieg zugesprochen, da von der UEFA nicht nachgewiesen werden konnte, dass die albanischen Spieler klar und eindeutig vom Schiedsrichter aufgefordert worden waren, das Spiel wieder aufzunehmen. Alle anderen Urteile zu diesem Spiel wurden vom internationalen Sportgerichtshof bestätigt. Im weiteren Verlauf der Qualifikation sicherten sich die Albaner in der Gruppe I den zweiten Platz und buchten damit das Ticket für die EM 2016. In Frankreich belegte man in der Gruppe A den dritten Rang und schied nach drei Vorrundenspielen mit einem Sieg und zwei Niederlagen aus.
In der Qualifikation für die EM 2024 in Deutschland gelang erneut die Qualifikation für die Endrunde. Albanien spielte gegen Polen, Tschechien, Moldau und die Faröer-Inseln. Mit einem 1:1-Unentschieden auswärts am vorletzten Spieltag gegen Moldawien sicherten sich die Albaner frühzeitig den Gruppensieg. Bei der EM in Deutschland verlor Albanien das erste Spiel gegen Italien mit 1:2, erspielte sich im zweiten Spiel ein 2:2 Remis gegen Kroatien und verlor das dritte Spiel gegen Spanien mit 0:1. Damit endete die EM für Albanien nach der Vorrunde als Gruppenletzter der Gruppe B.
| Jahr | Gastgeber               | Ergebnis               | Siege | Unent. | Nied. | Tore      |
| ---- | ----------------------- | ---------------------- | ----- | ------ | ----- | --------- |
| 1964 | Spanien                 | Vorrunde, Achtelfinale | 1     | 0      | 1     | 1:4       |
| 1968 | Italien                 | Qualifikationsrunde    | 0     | 1      | 3     | 00:12     |
| 1972 | Belgien                 | Qualifikationsrunde    | 1     | 1      | 4     | 5:9       |
| 1984 | Frankreich              | Qualifikationsrunde    | 0     | 2      | 6     | 04:14     |
| 1988 | Deutschland             | Qualifikationsrunde    | 0     | 0      | 6     | 02:17     |
| 1992 | Schweden                | Qualifikationsrunde    | 1     | 0      | 7     | 02:21     |
| 1996 | England                 | Qualifikationsrunde    | 2     | 2      | 7     | 10:16     |
| 2000 | Belgien und Niederlande | Qualifikationsrunde    | 1     | 4      | 5     | 08:14     |
| 2004 | Portugal                | Qualifikationsrunde    | 2     | 2      | 4     | 11:15     |
| 2008 | Österreich und Schweiz  | Qualifikationsrunde    | 2     | 5      | 5     | 12:18     |
| 2012 | Polen und Ukraine       | Qualifikationsrunde    | 2     | 3      | 5     | 07:14     |
| 2016 | Frankreich              | Vorrunde               | 4 1   | 2 0    | 2     | 10:50 1:3 |
| 2021 | Europa                  | Qualifikationsrunde    | 4     | 1      | 5     | 16:14     |
| 2024 | Deutschland             | Vorrunde               | 0     | 1      | 2     | 3:5       |

### Balkan-Cup
Am Balkan-Cup nahm Albanien lediglich 1946, 1947 und 1948 teil. Bei seiner ersten Teilnahme konnte das sehr unerfahrene Team gleich das Turnier gewinnen – einer der größten Erfolge der albanischen Mannschaft bisher. Bei den folgenden Austragungen belegte Albanien zweimal den fünften Platz, was 1947 den letzten, 1948 den drittletzten Rang bedeutete.
| Jahr                 | Ergebnis          | Sieg. | Unent. | Nied. | Tore  | Punkte |
| -------------------- | ----------------- | ----- | ------ | ----- | ----- | ------ |
| 1946                 | 1. Platz, Sieger  | 2     | 0      | 1     | 6:4   | 4:2    |
| 1947                 | 5. Platz, Letzter | 0     | 0      | 4     | 02:13 | 0:8    |
| 1948 (nicht beendet) | 5. Platz          | 1     | 2      | 0     | 1:0   | 4:2    |

## UEFA Nations League
- 2018/19: Liga C, 3. Platz mit 1 Sieg und 3 Niederlagen
- 2020/21: Liga C, 1. Platz mit 3 Siegen, 2 Remis und 1 Niederlage
- 2022/23: Liga B, 3. Platz mit 2 Remis und 2 Niederlagen (die der albanischen Gruppe zudem zugeloste russische Mannschaft stand schon nach der Auslosung wegen des Überfalls auf die Ukraine als Absteiger fest)
- 2024/25: Liga B, 4. Platz mit 2 Siegen, 1 Remis und 3 Niederlagen

## Spieler

### Aktueller Kader
Folgende 26 Spieler wurden in den Kader für die Europameisterschaft 2024 berufen.
- Stand: 24. Juni 2024 (nach dem Länderspiel gegen Spanien)

| Nr.        | Name             | Geburtstag    | Spiele  | Tore    | Verein                  | Debüt         | Letzter Einsatz |
| Torwart    | Torwart          | Torwart       | Torwart | Torwart | Torwart                 | Torwart       | Torwart         |
| ---------- | ---------------- | ------------- | ------- | ------- | ----------------------- | ------------- | --------------- |
| 23         | Thomas Strakosha | 19. März 1995 | 31      | 0       | FC Brentford            | 24. März 2017 | 24. Juni 2024   |
| 12         | Elhan Kastrati   | 2. Feb. 1997  | 2       | 0       | Cittadella              | 13. Juni 2022 | 26. Okt. 2022   |
| 1          | Etrit Berisha    | 10. März 1989 | 81      | 0       | FC Empoli               | 27. Mai 2012  | 3. Juni 2024    |
| Abwehr     |                  |               |         |         |                         |               |                 |
| 2          | Iván Balliu      | 1. Jan. 1992  | 14      | 0       | Rayo Vallecano          | 6. Okt. 2017  | 24. Juni 2024   |
| 3          | Mario Mitaj      | 6. Aug. 2003  | 17      | 0       | Lokomotive Moskau       | 31. März 2021 | 24. Juni 2024   |
| 4          | Elseid Hysaj     | 2. Apr. 1994  | 87      | 2       | Lazio Rom               | 6. Feb. 2013  | 19. Juni 2024   |
| 6          | Berat Djimsiti   | 19. Feb. 1993 | 61      | 1       | Atalanta Bergamo        | 4. Sep. 2015  | 24. Juni 2024   |
| 13         | Enea Mihaj       | 5. Juli 1998  | 19      | 0       | FC Famalicão            | 10. Sep. 2018 | 7. Juni 2024    |
| 24         | Marash Kumbulla  | 8. Feb. 2000  | 19      | 0       | US Sassuolo Calcio      | 14. Okt. 2019 | 3. Juni 2023    |
| 25         | Naser Aliji      | 27. Dez. 1993 | 14      | 0       | FC Voluntari            | 13. Juni 2015 | 7. Juni 1024    |
| 5          | Arlind Ajeti     | 25. Sep. 1993 | 29      | 1       | CFR Cluj                | 14. Nov. 2014 | 24. Juni 2024   |
| 18         | Ardian Ismajli   | 30. Sep. 1996 | 39      | 2       | FC Empoli               | 29. Mai 2018  | 7. Juni 2024    |
| Mittelfeld |                  |               |         |         |                         |               |                 |
| 10         | Nedim Bajrami    | 28. Feb. 1999 | 26      | 5       | US Sassuolo Calcio      | 5. Sep. 2021  | 24. Juni 2024   |
| 14         | Qazim Laçi       | 19. Jan. 1996 | 30      | 4       | AC Sparta Prag          | 7. Sep. 2020  | 24. Juni 2024   |
| 20         | Ylber Ramadani   | 12. Apr. 1996 | 38      | 1       | US Lecce                | 26. März 2018 | 24. Juni 2024   |
| 21         | Kristjan Asllani | 9. Mär. 2002  | 23      | 2       | Inter Mailand           | 26. März 2022 | 24. Juni 2024   |
| 16         | Medon Berisha    | 21. Okt. 2003 | 2       | 0       | US Lecce                | 7. Juni 2024  | 24. Juni 2024   |
| 8          | Klaus Gjasula    | 14. Dez. 1989 | 29      | 1       | SV Darmstadt 98         | 7. Sep. 2019  | 19. Juni 2024   |
| 17         | Ernest Muçi      | 19. März 2001 | 12      | 3       | Beşiktaş Istanbul       | 15. Nov. 2021 | 24. Juni 2024   |
| 22         | Amir Abrashi     | 27. Mär. 1990 | 50      | 1       | Grasshopper Club Zürich | 15. Nov. 2021 | 25. März 2024   |
| Sturm      |                  |               |         |         |                         |               |                 |
| 7          | Rey Manaj        | 24. Feb. 1997 | 37      | 8       | Sivasspor               | 13. Mai 2015  | 24. Juni 2024   |
| 9          | Jasir Asani      | 19. Mai 1995  | 16      | 4       | Gwangju FC              | 27. Mär. 2023 | 24. Juni 2024   |
| 15         | Taulant Seferi   | 15. Nov. 1996 | 23      | 3       | Baniyas SC              | 14. Nov. 2019 | 19. Juni 2024   |
| 11         | Armando Broja    | 10. Sep. 2001 | 23      | 5       | FC Fulham               | 7. Sep. 2020  | 24. Juni 2024   |
| 26         | Arbër Hoxha      | 6. Okt. 1998  | 7       | 0       | Dinamo Zagreb           | 22. Mar. 2024 | 24. Juni 2024   |
| 19         | Mirlind Daku     | 1. Jan. 1998  | 6       | 1       | Rubin Kasan             | 7. Sep. 2023  | 19. Juni 2024   |

### Rekordspieler und -torschützen
Stand: 24. März 2025
| Spiele | Spieler          | Zeitraum  | Tore |
| ------ | ---------------- | --------- | ---- |
| 93     | Lorik Cana       | 2003–2016 | 0    |
| 89     | Elseid Hysaj     | seit 2013 | 2    |
| 81     | Etrit Berisha    | seit 2012 | 0    |
| 79     | Altin Lala       | 1994–2012 | 3    |
| 77     | Klodian Duro     | 2001–2012 | 6    |
| 75     | Erjon Bogdani    | 1996–2013 | 18   |
| 75     | Ervin Skela      | 2001–2012 | 13   |
| 73     | Ansi Agolli      | 2005–2017 | 3    |
| 73     | Foto Strakosha   | 1990–2005 | 0    |
| 71     | Odise Roshi      | seit 2011 | 5    |
| 70     | Andi Lila        | 2007–2018 | 0    |
| 68     | Igli Tare        | 1997–2007 | 10   |
| 67     | Alban Bushi      | 1999–2007 | 14   |
| 67     | Altin Haxhi      | 1995–2010 | 4    |
| 64     | Armend Dallku    | 2005–2013 | 1    |
| 63     | Berat Djimsiti   | seit 2015 | 1    |
| 63     | Altin Rraklli    | 1992–2005 | 11   |
| 60     | Sokol Cikalleshi | seit 2014 | 13   |

| Tore | Spieler          | Zeitraum  | Spiele |
| ---- | ---------------- | --------- | ------ |
| 18   | Erjon Bogdani    | 1996–2013 | 75     |
| 14   | Alban Bushi      | 1995–2007 | 67     |
| 13   | Sokol Cikalleshi | seit 2014 | 60     |
| 13   | Ervin Skela      | 2000–2012 | 75     |
| 12   | Armando Sadiku   | seit 2012 | 39     |
| 11   | Altin Rraklli    | 1992–2005 | 63     |
| 11   | Hamdi Salihi     | 2006–2015 | 50     |
| 10   | Sokol Kushta     | 1987–1996 | 31     |
| 10   | Rey Manaj        | seit 2015 | 40     |
| 10   | Igli Tare        | 1997–2007 | 68     |
| 9    | Bekim Balaj      | seit 2010 | 48     |
| 8    | Adrian Aliaj     | 2002–2006 | 29     |
| 6    | Loro Boriçi †    | 1946–1957 | 24     |
| 6    | Klodian Duro     | 2001–2011 | 77     |
| 6    | Edmond Kapllani  | 2004–2014 | 41     |
| 6    | Bledar Kola      | 1990–2001 | 39     |
| 6    | Qamil Teliti †   | 1946–1952 | 13     |
| 6    | Myrto Uzuni      | seit 2018 | 40     |

## Trainer
- Ljubiša Broćić (1946)
- Adem Karapici (1947–1948)
- Sllave Llambi (1949)
- Ludovik Jakova (1949–1950)
- Myslym Alla (1952)
- Miklós Vadas (1953)
- Nikolai Ljukschinow (1956–1957)
- Loro Boriçi (1957–1963)
- Zyber Konçi (1963–1965)
- Loro Boriçi (1965–1972)
- Myslym Alla (1972–1973)
- Ilia Shuke (1973)
- Zyber Konçi (1963–1965)
- Loro Boriçi (1976)
- Zyber Konçi (1980)
- Loro Boriçi (1981)
- Shyqyri Rreli (1982–1985)
- Agron Sulaj (1985–1987)
- Shyqyri Rreli (1988–1989)
- Bejkush Birçe (1990)
- Agron Sulaj (1990)
- Bejkush Birçe (1991–1994)
- Neptun Bajko (1994–1996)
- Astrit Hafizi (1997–1999)
- Medin Zhega (2000–2001)
- Sulejman Demollari (2001–2002)
- Giuseppe Dossena (2002)
- Hans-Peter Briegel (2003–2006)
- Otto Barić (2006–2007)
- Slavko Kovačić (2007)
- Arie Haan (2008–2009)
- Josip Kuže (2009–2011)
- Džemal Mustedanagić (2011 interim)
- Gianni De Biasi (2012–2017)
- Christian Panucci (2017–2019)
- Ervin Bulku und  Sulejman Mema (2019 interim)
- Edoardo Reja (2019–2022)
- Sylvinho (seit 2023)

## Länderspiele

### Länderspiele gegen deutschsprachige Fußballnationalmannschaften

#### Deutschland
Beide Länder trafen bisher nur in EM- und WM-Qualifikationsspielen aufeinander. Albanien konnte bisher kein Länderspiel gegen Deutschland gewinnen; das einzige Unentschieden ist aber für die einzige Nichtqualifikation Deutschlands für ein großes Turnier verantwortlich und deshalb als Schmach von Tirana in die Fußballgeschichte eingegangen.
Bemerkenswert ist, dass zwischen 1983 und 2001 die deutsche Nationalmannschaft alle in diesem Zeitraum ausgetragenen Spiele nur mit einem Tor Unterschied gewinnen konnte. Aufgrund von Unruhen in Albanien wurde das Länderspiel im Jahr 1997 von Tirana nach Granada in Spanien verlegt.

#### Luxemburg
Der albanische Fußballverband wurde wegen des Einsatzes eines nicht spielberechtigten Spielers im Freundschaftsspiel zwischen Luxemburg und Albanien am 29. März 2016 mit einer Buße von CHF 7500 bestraft. Das Spiel wurde zudem mit einer Forfait-Niederlage – mit dem Ergebnis von 3:0 für Luxemburg – gewertet. Grund war das Aufgebot von Ergys Kaçe, der die automatische Sperre für ein Spiel nicht verbüßt hatte, nachdem er zwei gelbe Karten im vorangehenden Freundschaftsspiel zwischen Österreich und Albanien am 26. März 2016 erhalten hatte.

#### Schweiz
Länderspiele zwischen der albanischen und der Schweizer Fußballnationalmannschaften waren in den 2010er Jahren immer wieder von Diskussionen begleitet, da diverse Spieler, die für die Schweiz antraten, albanische Wurzeln hatten und diverse Spieler, die für Albanien antraten, in der Schweiz aufgewachsen waren. Bei den Qualifikationsspielen zur WM 2014 zwischen den beiden Teams waren fünf Albaner für die Schweizer Nationalmannschaft im Aufgebot (Behrami, Xhaka, Shaqiri, Džemaili und Mehmedi). Im EM-Qualifikationsspiel Albaniens gegen Dänemark im September 2015 waren elf Spieler für Albanien aufgeboten, die in der Schweiz aufgewachsen sind oder zu der Zeit dort spielten. Bei der Partie Schweiz-Albanien im Rahmen der Europameisterschaft 2016 traten die Brüder Granit und Taulant Xhaka gegeneinander an (erstes Bruderduell an einer Europameisterschaft), zudem für Albanien Burim Kukeli, Amir Abrashi, Ermir Lenjani und Shkelzen Gashi, die in der Schweiz aufgewachsen waren und teilweise schon für die Schweizer U-21 Nationalmannschaft gespielt hatten.